# Heinz Witte-Lenoir
Heinz Witte of Heinz Witte-Lenoir (Hude, 17 februari 1880 - aldaar, 17 februari 1961), was een Duits kunstschilder.

## Levensloop
Witte was de zoon van een boer, die tevens overwegwachter was. Toen Witte vijftien was en van school was gekomen, zou hij in de leer gaan voor een baan bij de spoorwegen. Witte, die al als kind blijk gaf van artistiek talent, ontmoette in 1898 toevallig een professor aan de Oldenburgse kunstacademie. Deze Benno Schumacher zag veel in Wittes aanleg en nam hem direct mee voor een studiereis langs de grote kunststeden van Italië.
Hij was in 1899 enige maanden lang leerling van Gerhard Bakenhus, een bekende privé-kunstleraar  te Oldenburg. Zonder diploma van een academie op zak, waagde hij het erop, naar Parijs terug te gaan en van zijn kunst te leven. Hij volgde lessen in naaktstudies aan de Académie Colarossi, kreeg daarna les in portretschilderen van Jean-Paul Laurens en volgde ook enige tijd lessen aan de "officiële" Académie des beaux-arts. Witte kopieerde in musea werken van oude meesters, en ging nu ook zeer ijverig eigen werk maken, en had al spoedig succes. In 1905 had hij de eer, uit handen van Théophile-Alexandre Steinlen de eerste prijs van 1.000 franc te mogen ontvangen voor een tekenwedstrijd, waarvoor hij het werk Parijse straatveger had ingestuurd. Van dit geld en van de omzet van zijn kunst kon hij zich nu een wereldreis permitteren, waarbij hij ook India bezocht.
In 1907 was hij zo bekend, dat de toen al 73-jarige Edgar Degas hem welkom heette in zijn atelier en hem opdroeg, zgn. monotypes van Degas' werk te maken. Deze drukken bevinden zich thans in de collectie van het Louvre te Parijs.
Tijdens een volgend verblijf in India raakte Witte rond 1910 bevriend met Rabindranath Tagore, die hem enige tijd kunst liet doceren aan de door Tagore in 1901 opgerichte Visva-Bharati University in het (in het oosten van India gelegen) stadje Shantiniketan (district Birbhum, West-Bengalen).

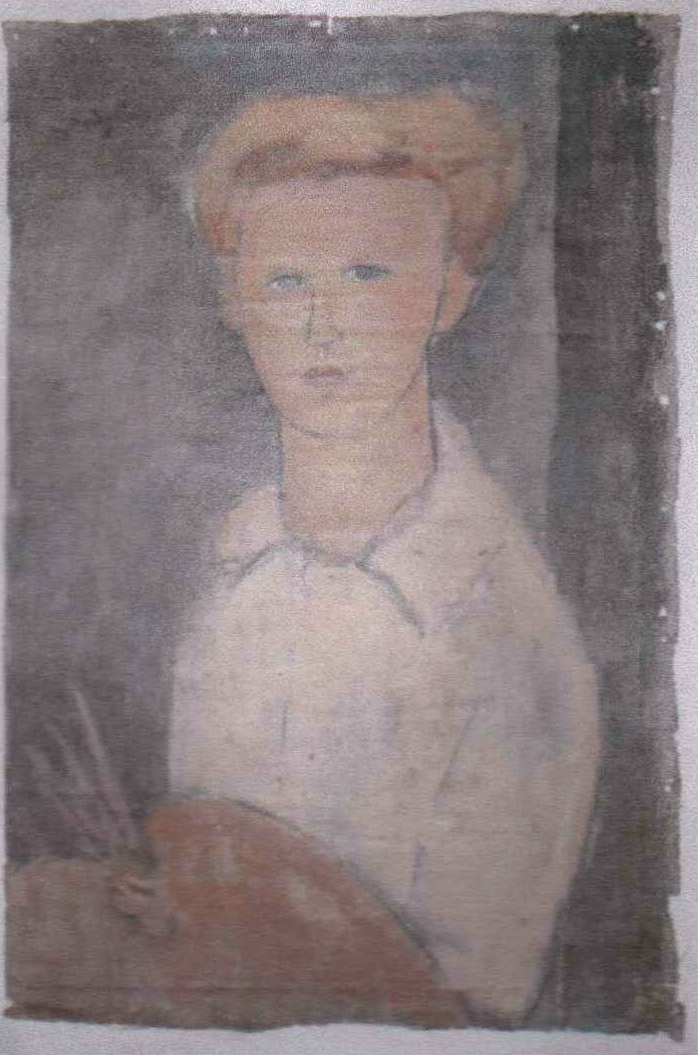
Amedeo Modigliani: Portret von Heinz Witte-Lenoir, geschilderd in 1907 te Parijs

Nog in 1911 keerde Witte terug naar Parijs en sloot vriendschappen met Wilhelm Lehmbruck en Amedeo Modigliani, en kreeg in deze tijd (vanwege het nogal donkere coloriet van zijn in India ontstane werk) de bijnaam Lenoir, de Zwarte, die hij de rest van zijn leven bleef gebruiken. In de jaren tot 1914 maakte hij stadsgezichten van Parijs in de stijl van het impressionisme.
In de periode 1914-1922 verbleef hij vaak in Zuid-Frankrijk en korte tijd ook in Egypte. In 1922 ging Witte-Lenoir in Berlijn wonen. Van het werk, dat hij vanaf die tijd maakte, is weinig bekend, en is ook niets bewaard gebleven. In de eerste plaats zag hij zijn in Duitsland aanwezige werk in de nazi-tijd grotendeels als Entartete Kunst vernietigd worden, en daarnaast ging zijn huis en atelier te Berlijn in de Tweede Wereldoorlog bij een geallieerd bombardement op de Duitse hoofdstad geheel verloren. Witte-Lenoir werkte kort na de Tweede Wereldoorlog enige jaren in Wildeshausen en Dötlingen als gast in het huis van de dierenschilder August Kaufhold. In de jaren 1950 ging hij nog diverse keren terug naar Parijs, om daar op straat schetsen te maken. Witte-Lenoir bracht zijn levensavond door in Hude (Oldb). Samen met zijn geliefde, Caroline („Tully“) Gladbach, die hij in de jaren 1930 had leren kennen, ligt hij op het kerkhof bij de St.-Catharinakerk te Hude begraven.

## Galerij

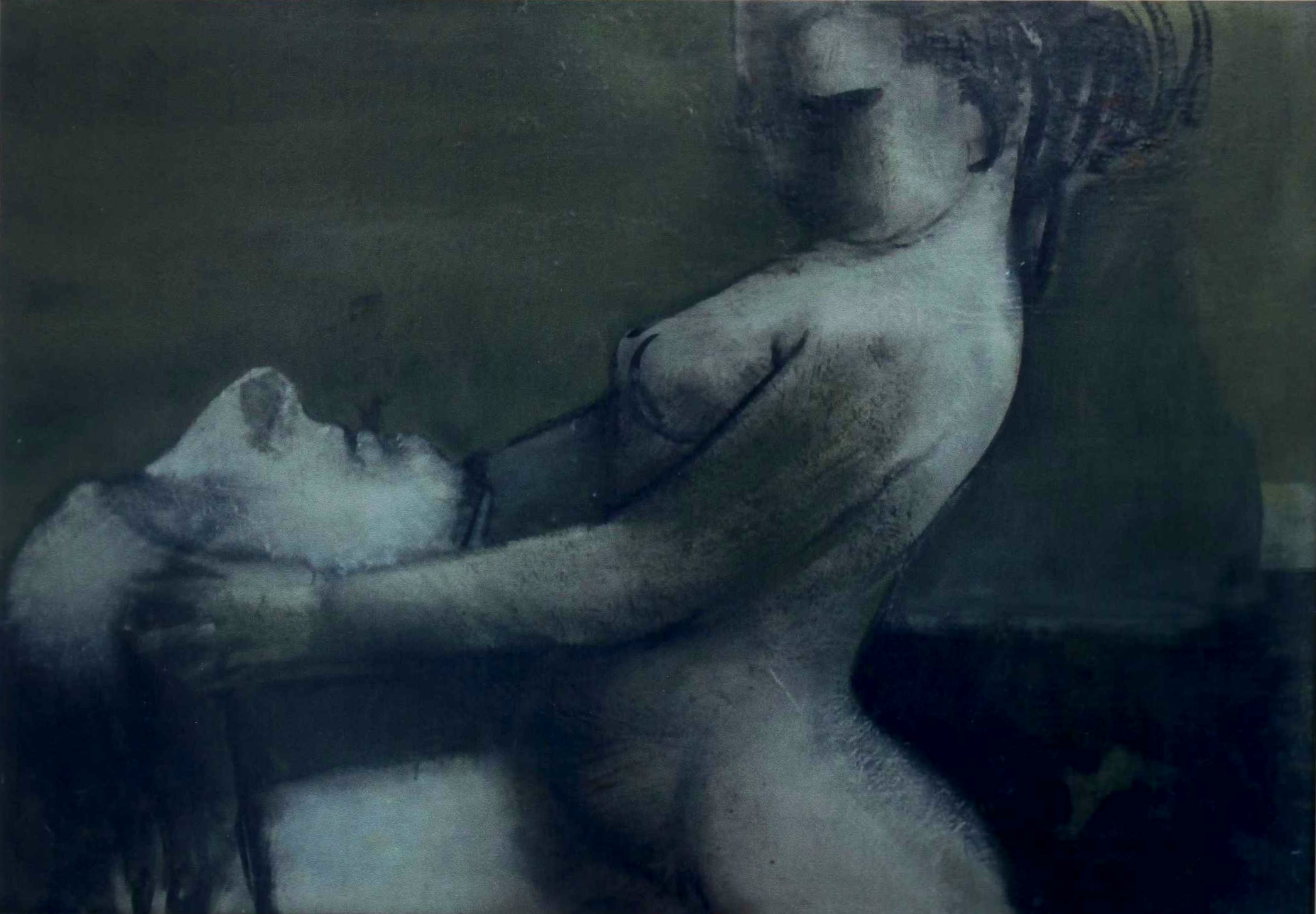
Heinz Witte-Lenoir, Salome
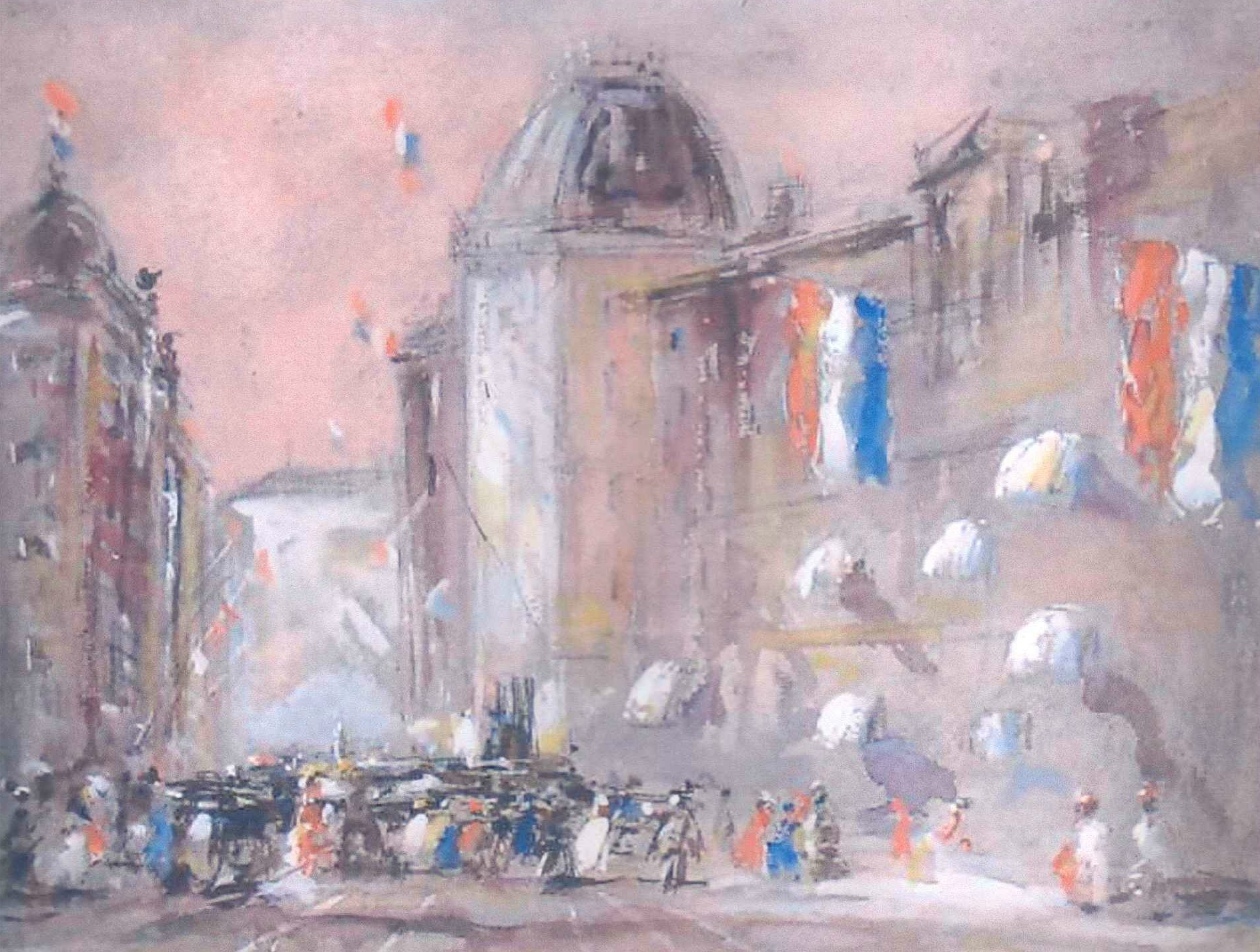
Vlaggenzee in een Franse stad
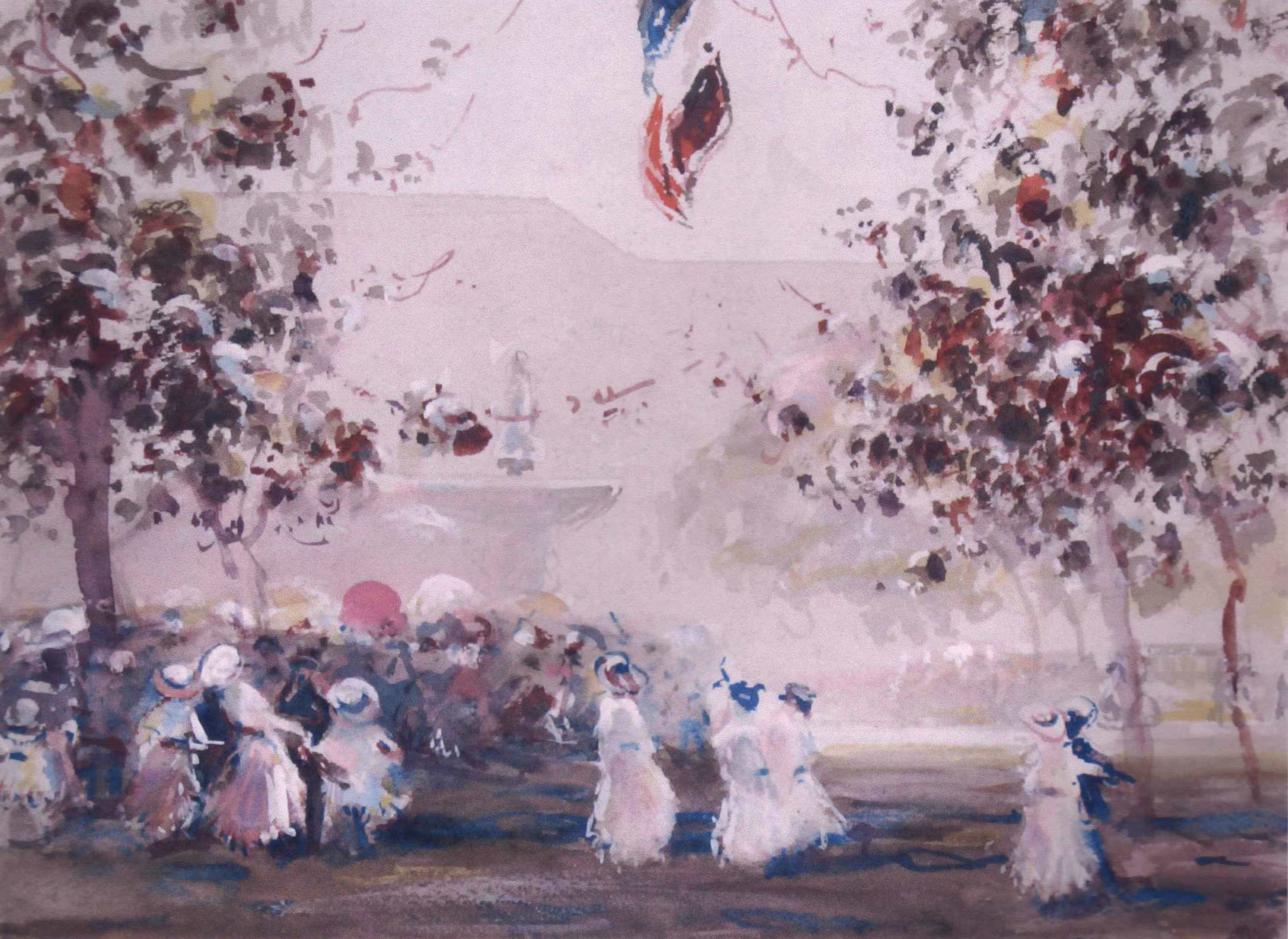
Dames bij een fontein in een park
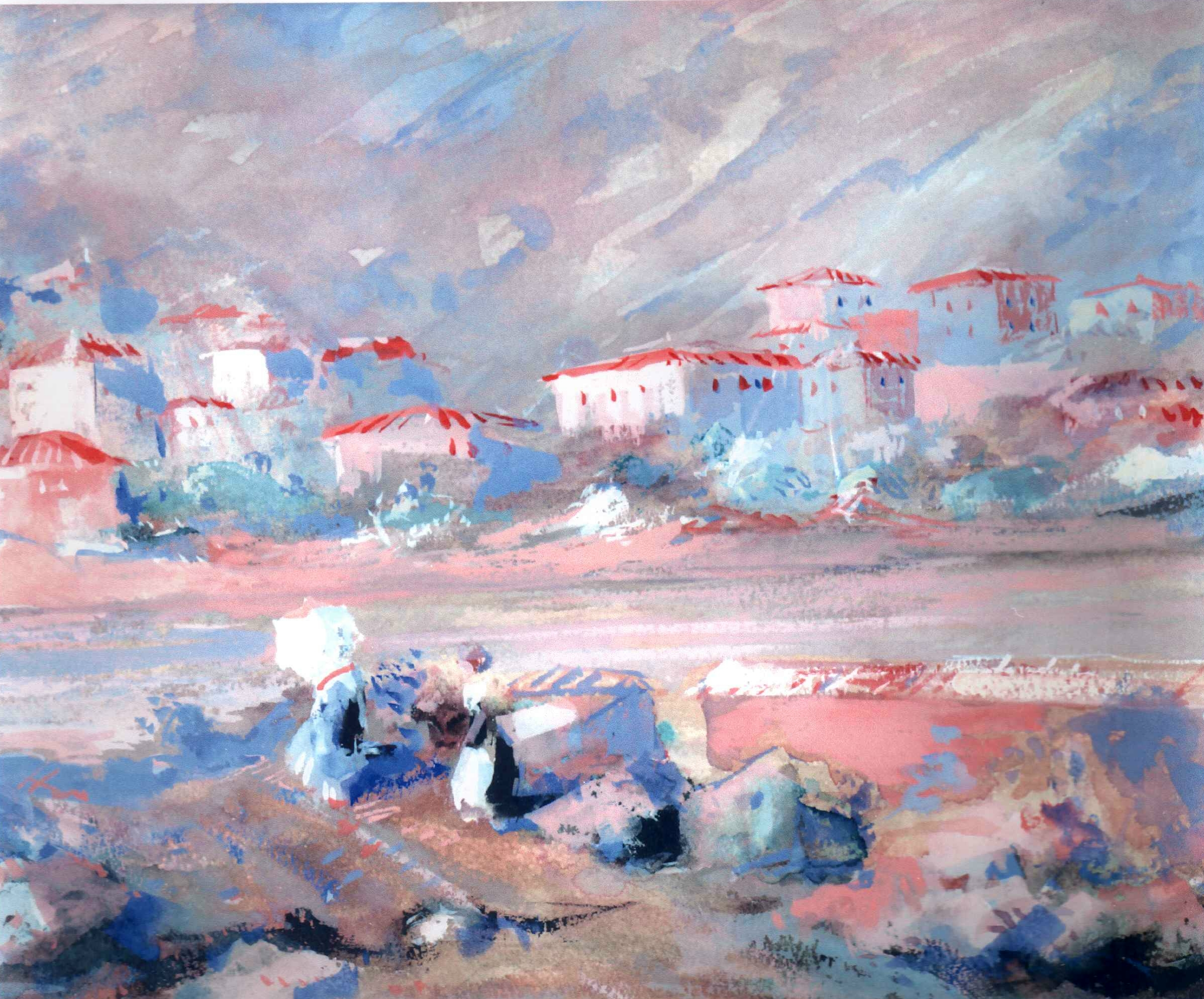
St. Tropez
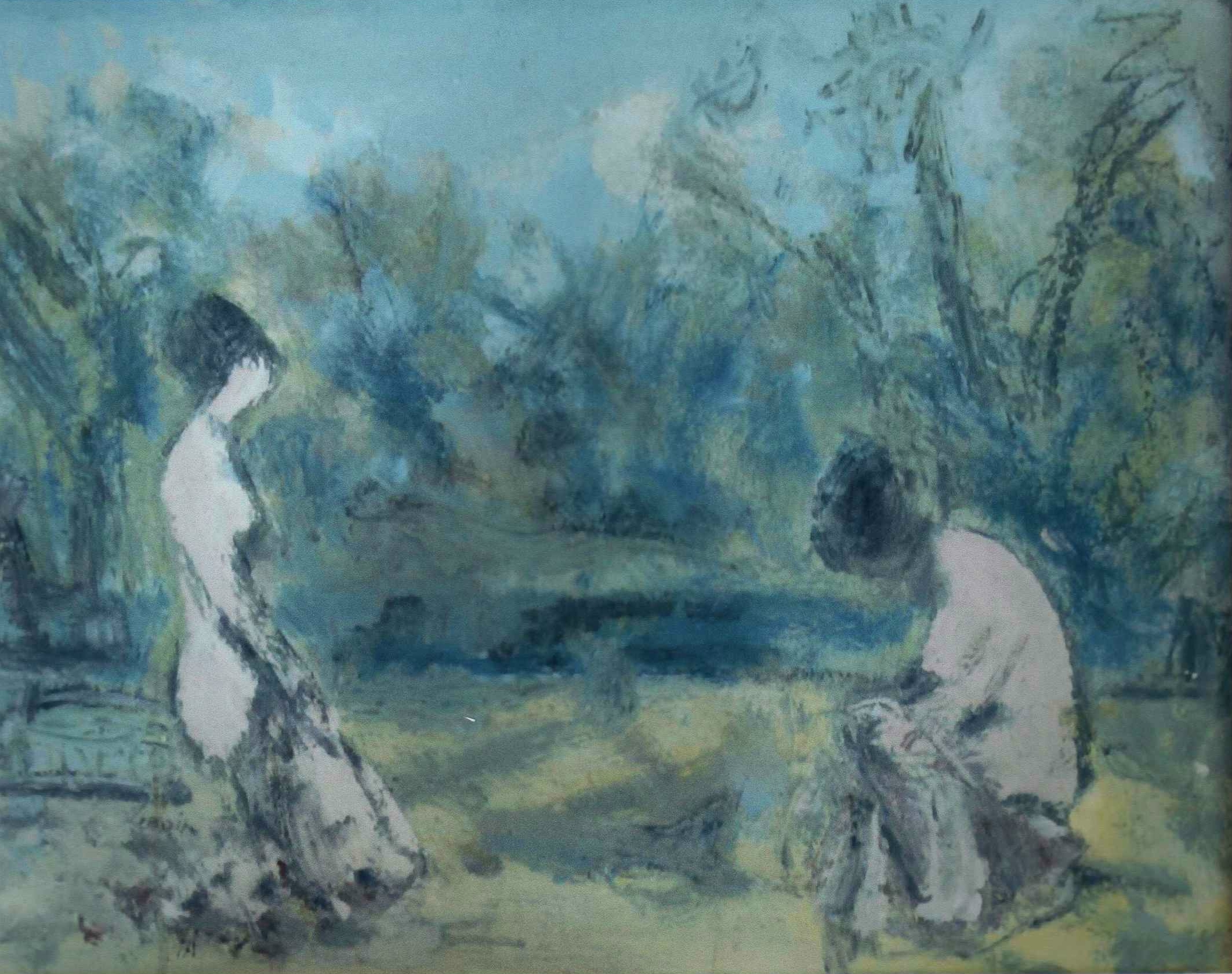
Badende vrouwen
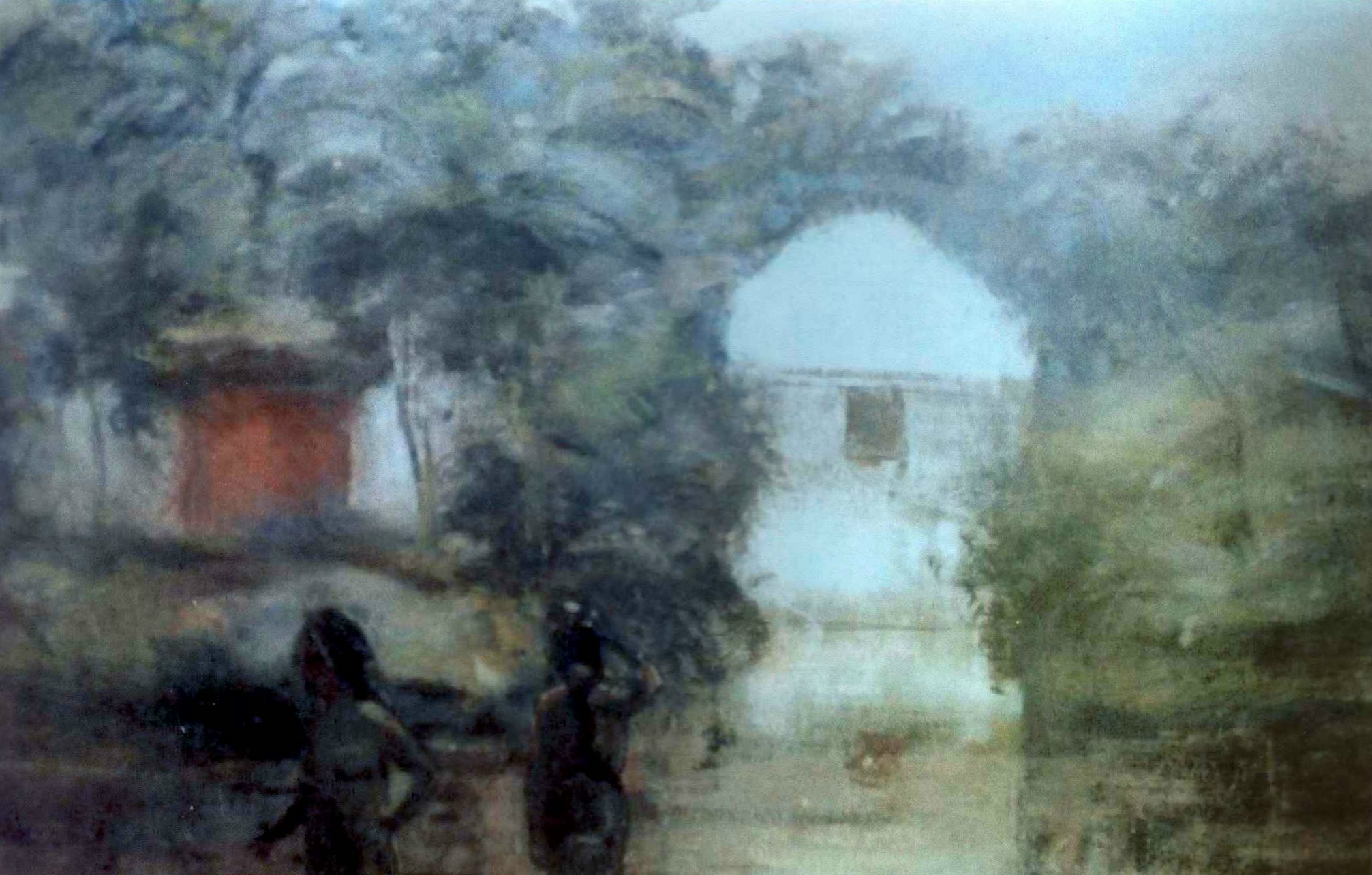
Atelier in India
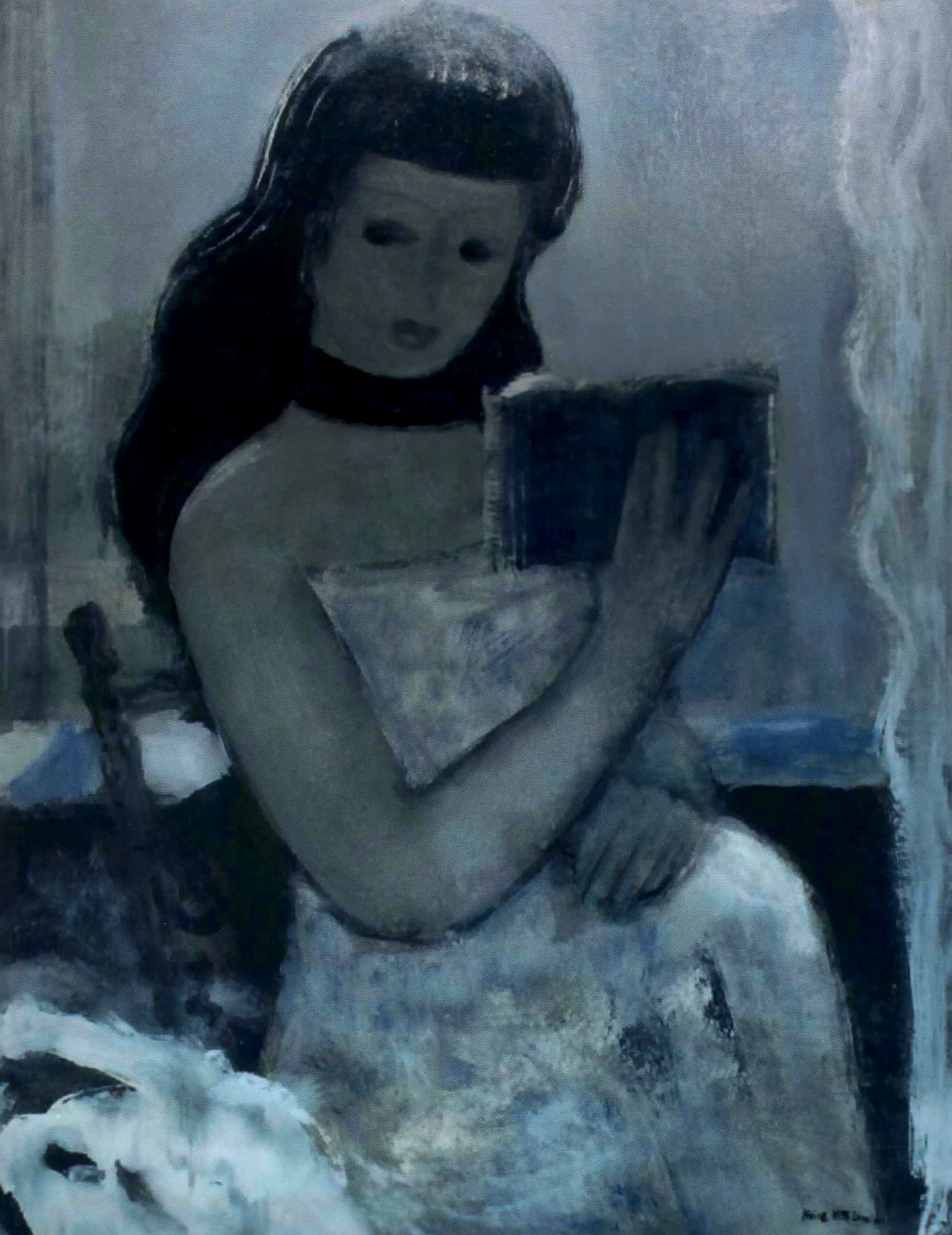
De lezende vrouw
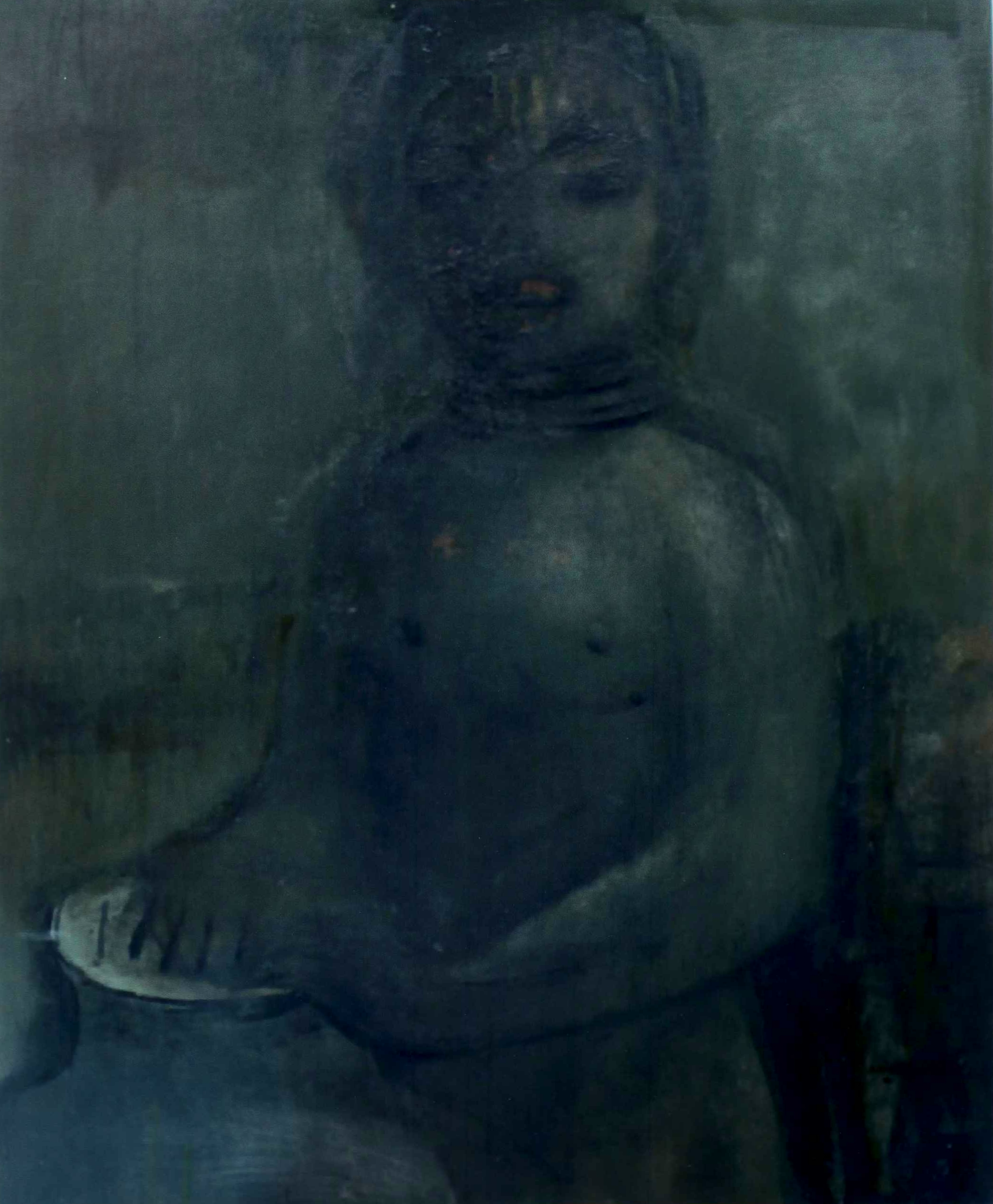
De wilde vrouw
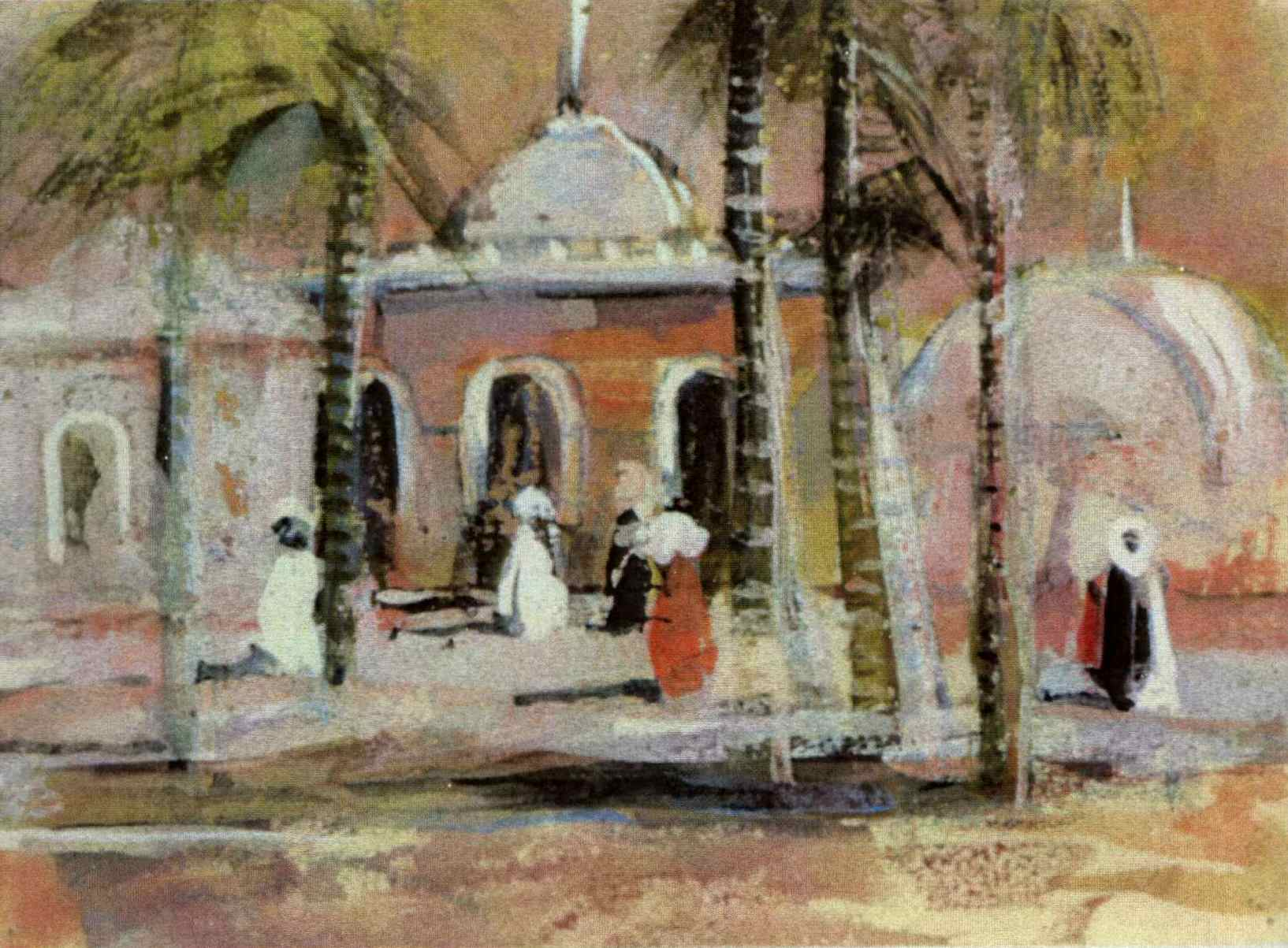
Moskee
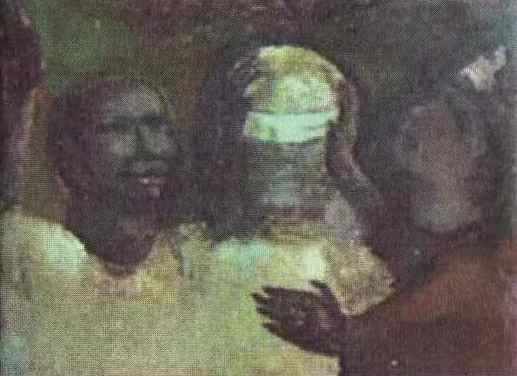
De geseling van Christus
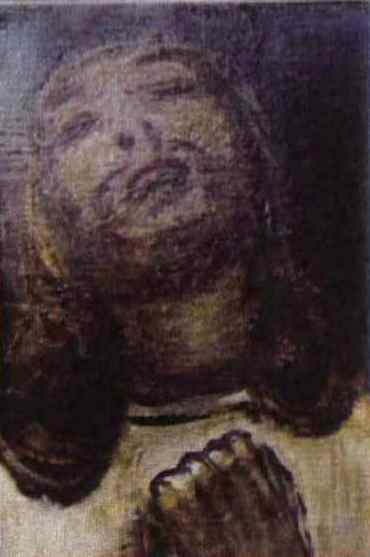
Christus II
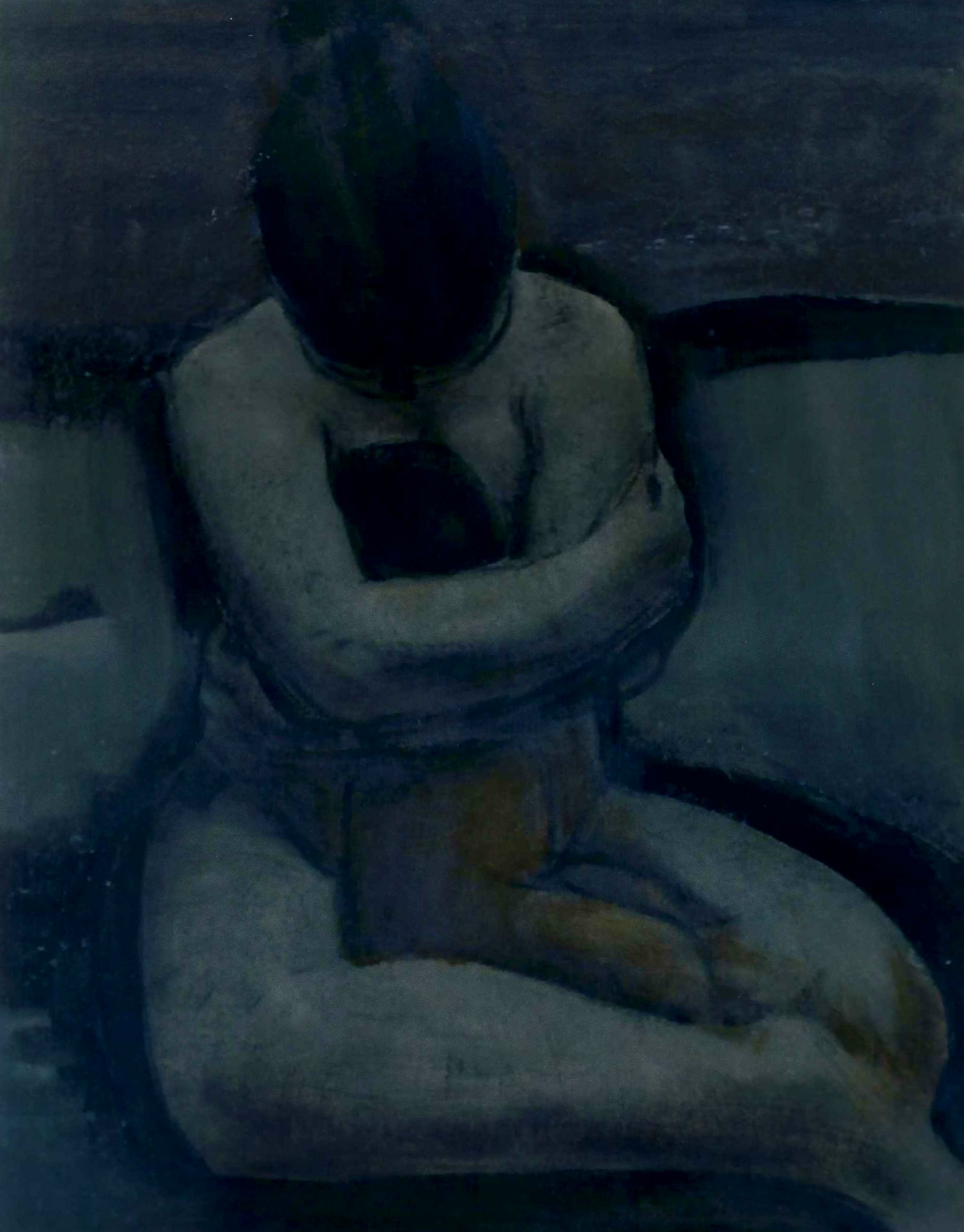
Hagar en Ismaël
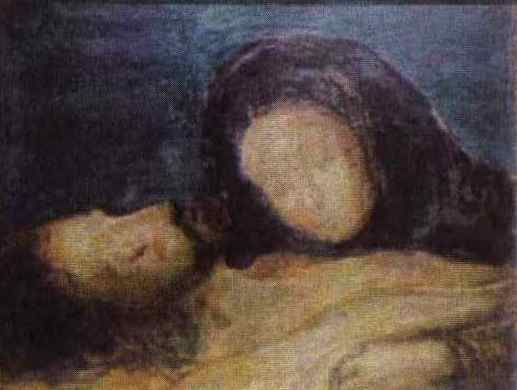
Pietà
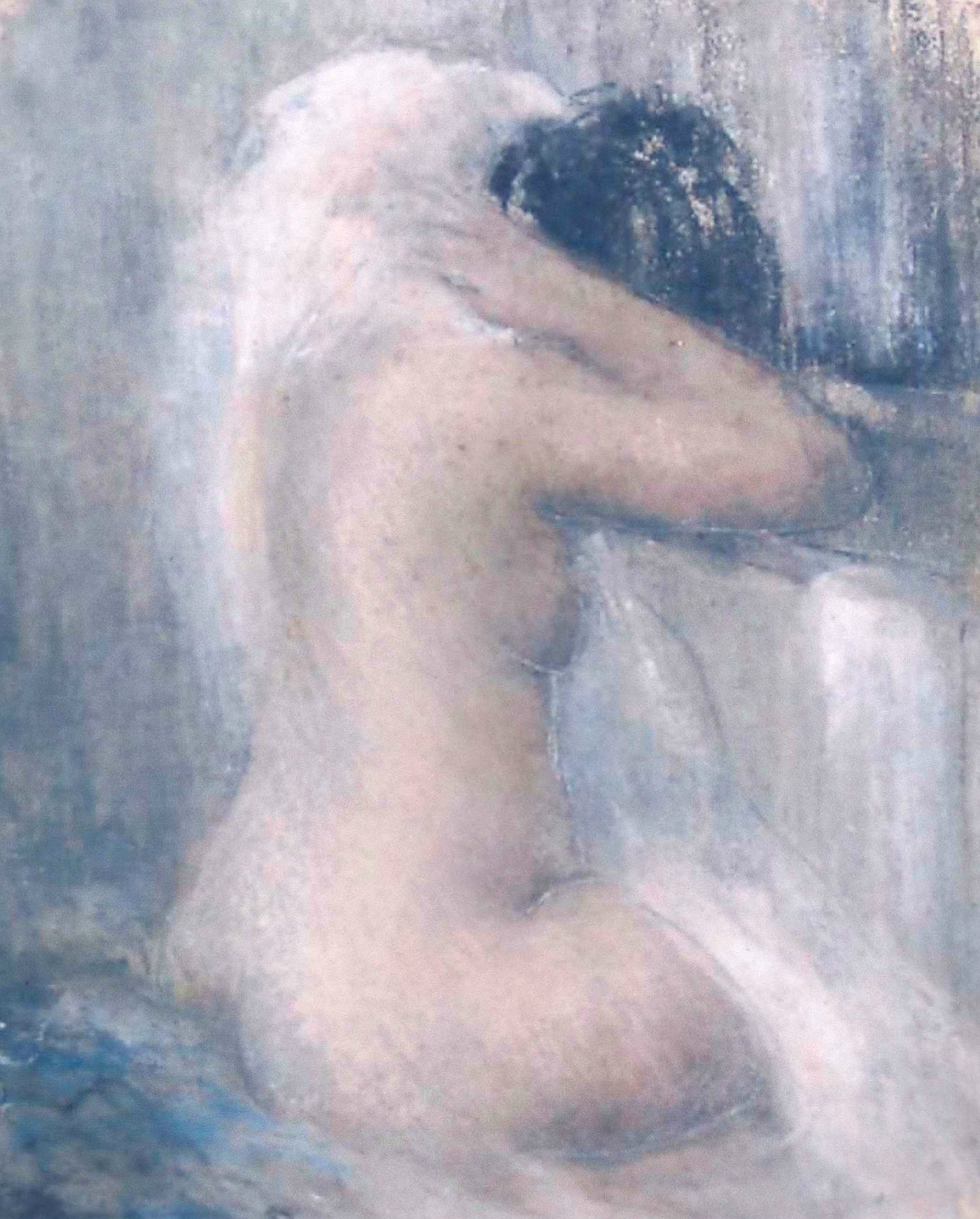
Zittend naakt met handdoek
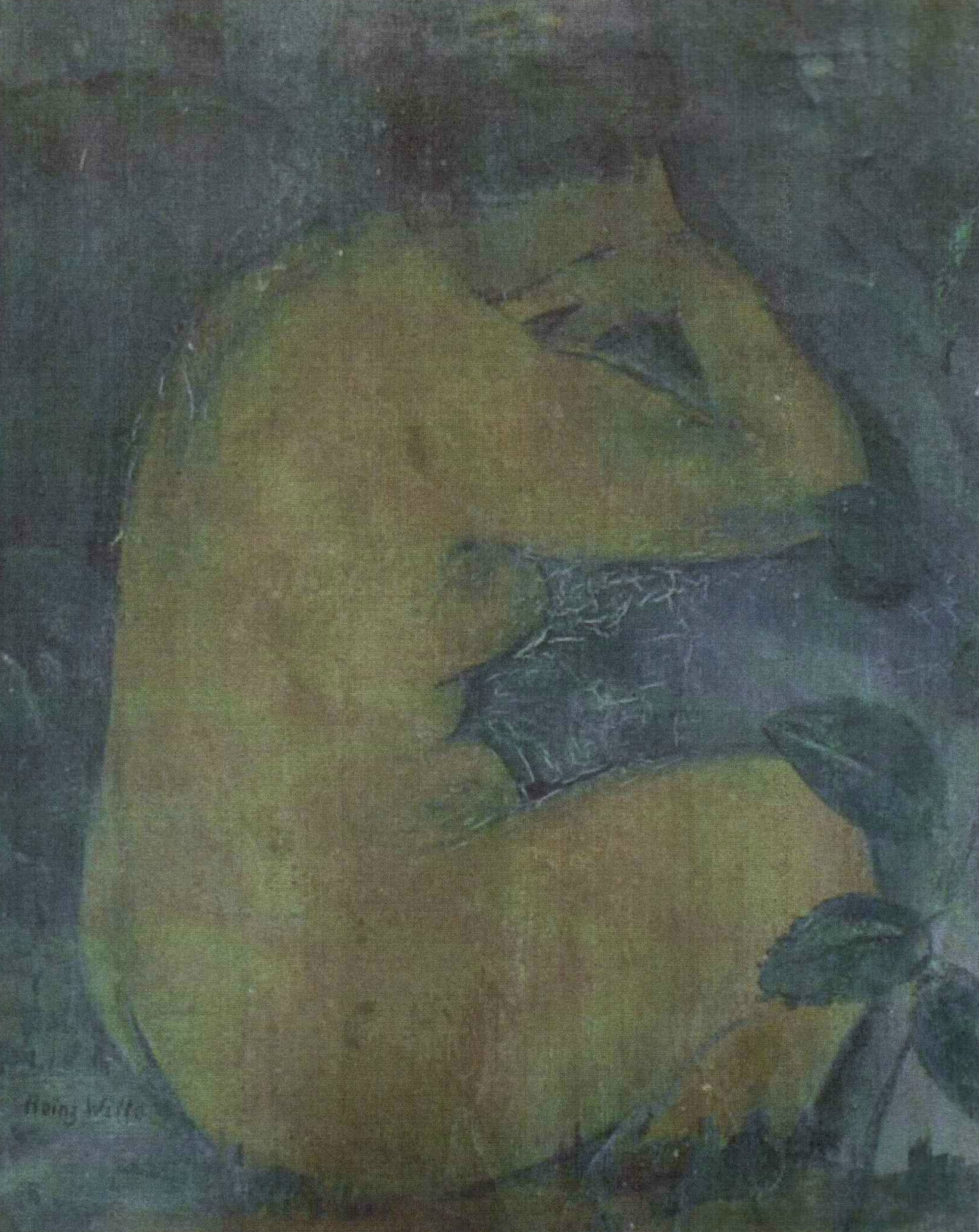
Zittend naakt met plant
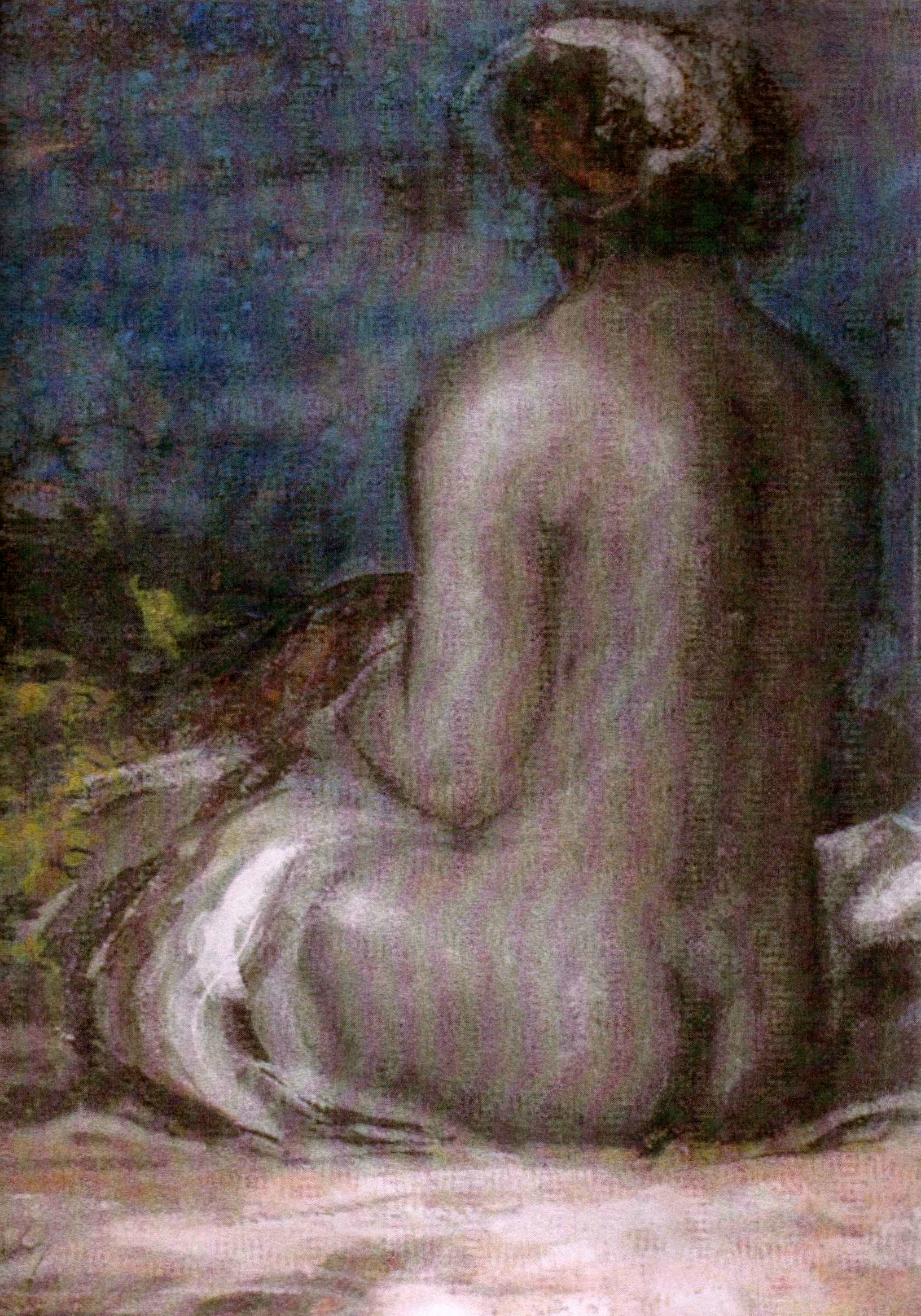
Zittend naakt met landschap
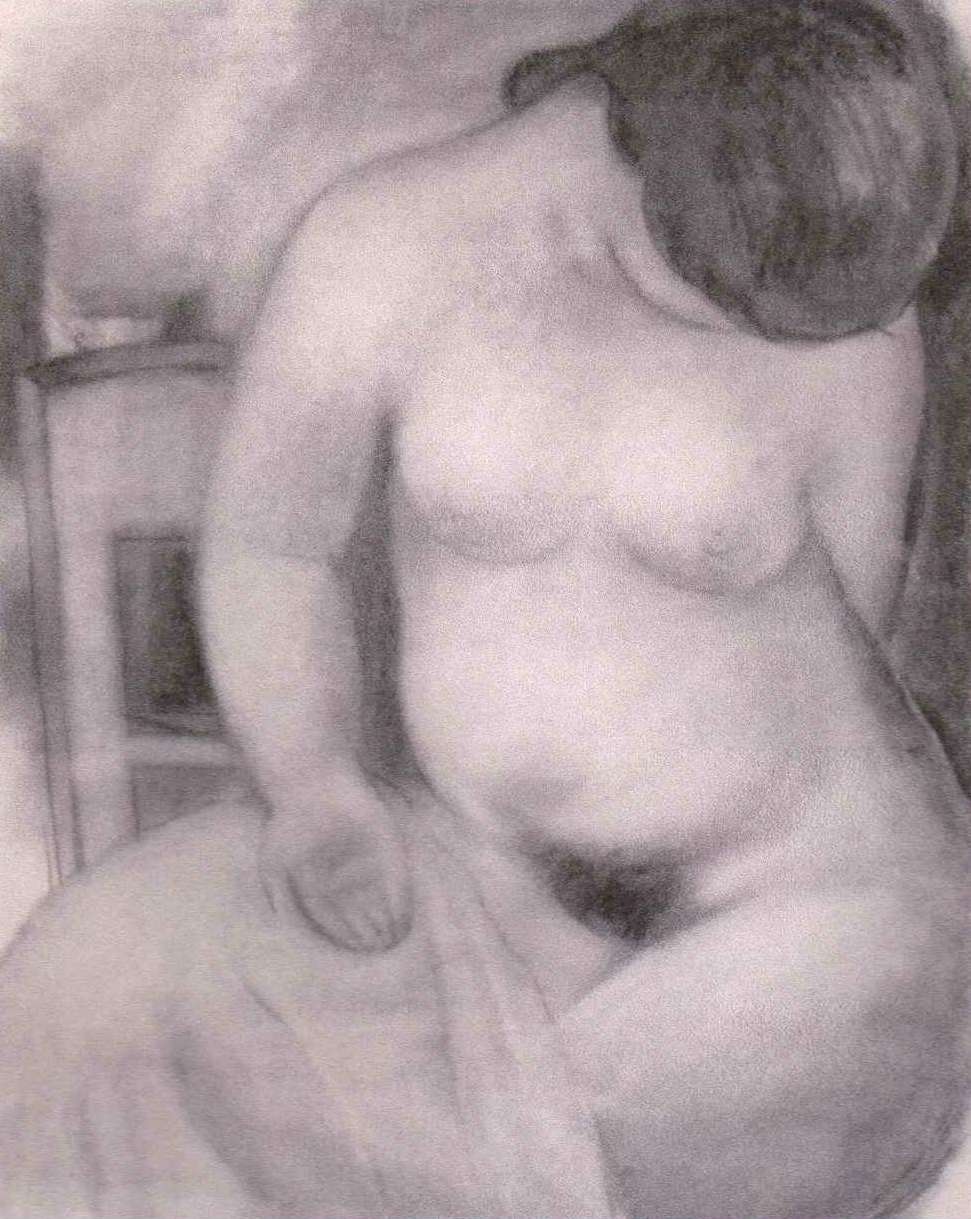
Zittend naakt (houtskooltekening)

- Gemeinsame Normdatei: 118634216
- International Standard Name Identifier: 0000 0000 6678 2894
- Library of Congress Control Number: n81029446
- RKD-Nederlands Instituut voor Kunstgeschiedenis: 85190
- Système universitaire de documentation: 23429812X
- Union List of Artist Names: 500070627
- Virtual International Authority File: 64800656
- WorldCat: E39PBJcKJW7DGDRGcmXBwqj3cP